# Guatimac

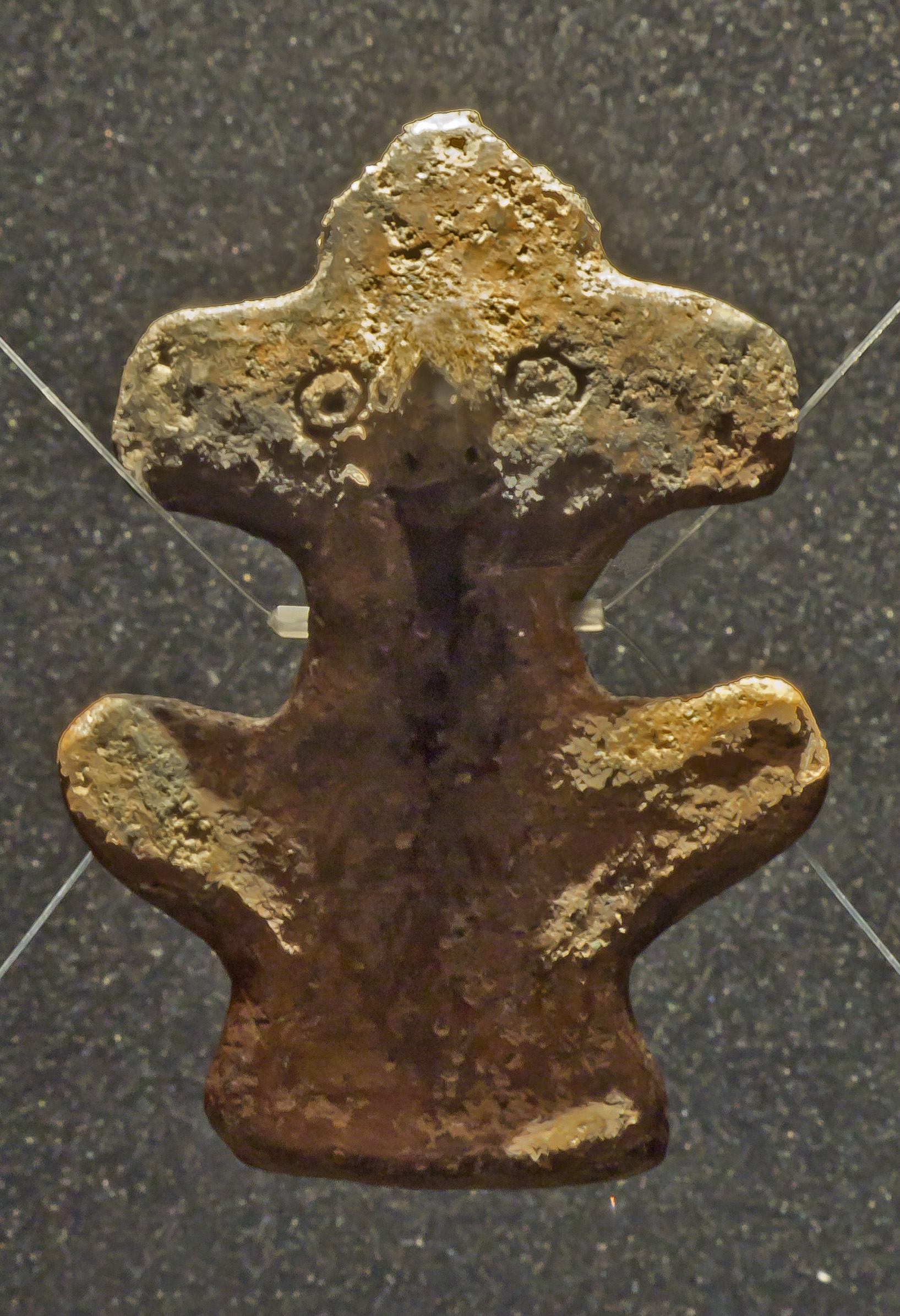
Idolillo de Guatimac, en el Museo Arqueológico del Puerto de la Cruz.

El llamado Guatimac o Ídolo de Guatimac es un ídolo guanche encontrado a finales del siglo XIX (año 1885) en el barranco de Herques límite natural entre los municipios de  Güímar y Fasnia (Tenerife, Canarias) en una cueva y envuelto en pieles de cabra. 

## Características
El idolillo de Guatimac, realizado en barro cocido, está incompleto al faltarle dos apéndices que salían de la cabeza. Junto al cuello posee un agujero para pasar una correa ya que aparentemente fue concebido para ser colgado al cuello, este tipo de imágenes eran usadas por la casta sacerdotal aborigen de los Kankus o bien por los Guadameñes. En el lugar del hallazgo del ídolo se habían encontrado, a mediados del siglo XVIII, un abundante número de momias guanches en una cueva sepulcral.
A pesar de su pequeño tamaño, apenas de unos 6,4 centímetros de altura, es una figura con un gran valor antropológico, puesto que es uno de los pocos idolillos guanches de Tenerife que han llegado hasta la actualidad. Hoy en día la figurilla se puede ver en una de las vitrinas del Museo Arqueológico del Puerto de la Cruz.

## Interpretación

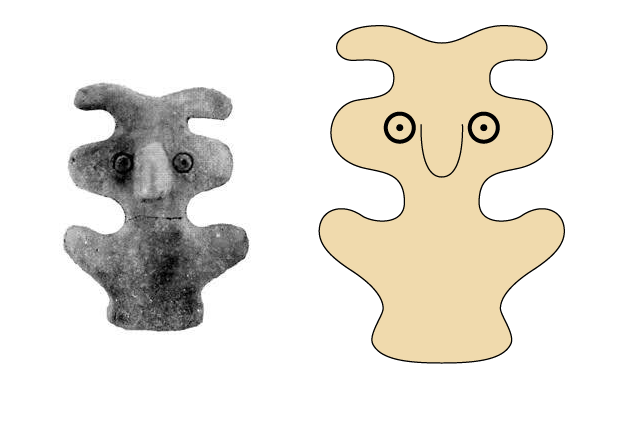
Forma original del Guatimac. Se ha especulado que podría ser una representación de un búho chico. Según Juan Bethencourt Alfonso, los guanameñes (adivinos o clarividentes) portaban al cuello el idolillo Guatimac, cuya posible etimología (*watămak, "el que fija la mirada") se correspondería con ese concepto de la «clarividencia» y la figura del búho.

Aunque se desconoce su significado preciso, parece ser que esté relacionado con el mundo mágico-religioso de los guanches. Se cree que representa a un genio o espíritu protector, aunque otros sostienen que en realidad se trate más bien de un animal o tótem sagrado, posiblemente un búho. 
El idolillo de Guatimac se clasifica dentro de los ídolos antropomorfos-asexuados, es decir, de figura humana sin aparente género sexual. Aunque otros investigadores, defienden que Guatimac es una representación animal, quizás un búho o lechuza, de ahí que algunos lo incluyan en la categoría de ídolo zoomorfo (con forma animal). 
El Guatimac representa una rareza dentro de los ídolos conocidos en Canarias, pues no tiene paralelo posible entre los restos de los antiguos aborígenes del archipiélago ni de la propia isla de Tenerife. Sin embargo, en el norte de África en la zona cultural de influencia líbico-bereber se han encontrado grabados rupestres en cuevas del desierto de ciertos genios maléficos, los Yenum o Djenun. Entre las tribus bereberes se cree que estos espíritus habitan en el interior de la tierra y en las cuevas. Las representaciones de los Yenum poseen un parecido sorprendente con la figurilla guanche llamada Guatimac. Por lo tanto la iconografía del ídolo guanche podría representar una idea generalizada en todo el ámbito cultural bereber norteafricano y por lo tanto también en Canarias, debido a que los aborígenes guanches provenían del norte de África y culturalmente eran bereberes. Sin embargo, sigue siendo un enigma el hecho de que no se hayan conservado otras figurillas similares al Guatimac en otras islas del archipiélago o en la propia isla de Tenerife. Si bien a pesar de esto, según diferentes fuentes e investigadores se han encontrado otras figuras similares en la isla de Tenerife pero cuyo paradero se desconoce en la actualidad.

## Descripción

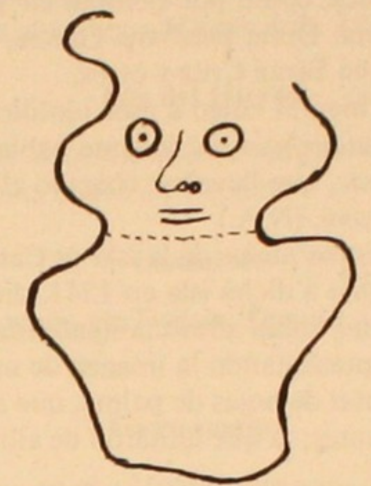
Reproducción del idolillo guanche "guatimac" de Tenerife por Juan Bethencourt Alfonso en su obra "Historia del Pueblo Guanche".

Uno de los primeros historiadores en tratar en profundidad sobre el tema de los ídolos guanches fue el tinerfeño Juan Bethencourt Alfonso, él nos ofrece esta descripción del descubrimiento del idolillo y su posterior estudio:

"Uno que hemos examinado del farmacéutico del Puerto de la Cruz, Don Ramón Gómez, encontrado en 1885 en una grieta de una cueva del barranco de Erques en Fasnia, envuelto en pieles como todos los hallados, es un poco más pequeño, pero, aunque es de la misma familia se trata de un guatimac o séase como dice el vulgo, "del muñeco de barro" que a guisa de pectoral llevaban colgados al cuello los sacerdotes guañameñes y samarines. El símbolo o idolillo de que nos ocupamos es de barro cocido, aunque la torrefacción resulta desigual y de un color blanco amarillento. La figurilla está incompleta por haberse roto un pequeño trozo de lo que pudiera llamarse bóveda craneana, o mejor capacete, como lo indica la interrupción del perfil, y la línea de puntos señala el sitio, hacia el cuello, donde le atraviesa un agujero para pasar la correa y a fin de llevarla colgada. La figurilla es aplastada de delante a atrás y de un grueso en dicho sentido de 6 a 7 milímetros, menos en la base que tiene un centímetro."
Juan Bethencourt Alfonso